# Алексей Леонтиев
Алексей Леонтиев (на руски: Алексей Николаевич Леонтьев) е виден съветски психолог, известен с Теория на дейността. Работи заедно с Лев Виготски, който създава културно-историческа теория за висшите психични функции при човека. Освен че обяснява човешките психични процеси, теорията постулира, че когато хората взаимодействат, се развиват и логическите процеси.

## Биография
Роден е на 18 февруари 1903 година в Москва, Русия. Студиите му по психология започват през 1921, когато е студент в Института по философия на историко-филологическия факултет на Московския университет, където изучава психология. През 1924 се дипломира и постъпва на работа в Института по обществени науки. От 1924 до 1930 г. работи съвместно с Лев Виготски и Александър Лурия. Наричат ги „великата тройка“. Днес, тримата се смятат за гиганти в съветската психология.
През 1940 г. Леонтиев защитава докторска степен и през 1941 е избран за директор на Московския институт по психология. Благодарение на неговата упорита работа този институт прераства в самостоятелен факултет през 1966 и Леонтиев е негов декан до края на жизнения си път. През 1945 година става член на Академията на науките на СССР и ръководител на Катедра по обща психология.
Умира от сърдечен удар на 21 януари 1979 година в Москва на 75-годишна възраст.

## Научна дейност
Леонтиев работи върху развитието на психиката, мисленето и вниманието, развива идеите си за дейността в играта и ученето. В монографията си ‘’Развитие висшите форми на запомняне“, той проследява фило- и онто- генетичното развитие на паметта у човека. Принципният път, който е изминат от тази психична функция от нейните низши, биологични форми до най-високите, специфични човешки форми, е резултат от културното и социално развитие на човечеството. Леонтиев отбелязва началния стадий като натурална биологична памет, която се характеризира със забележително непосредствено фиксиране, а Виготски дава обобщението – ‘’човек си служи със своята памет, но не я владее“.

## Книги
На български език
- Проблеми на развитието на психиката. Изд. Наука и изкуство, 1974
- Дейност, съзнание, личност. Партиздат, 1978

## Текстове на Леонтиев онлайн
На руски език
- Леонтьев А.Н. (1947). Психологические вопросы сознательности учения
- Леонтьев А.Н. (1977). Деятельность. Сознание. Личность Архив на оригинала от 2001-04-25 в Wayback Machine. (idem)
- Леонтьев А.Н. (2000). Лекции по общей психологии
- Леонтьев А. Н. (1978). Воля Архив на оригинала от 2006-05-01 в Wayback Machine.
- Леонтьев А. Н. (1986). Проблема деятельности в истории советской психологии

На английски език
- Problems of the Development of the Mind, 1959 (1st ed.), 1965 (2nd ed.), 1972 (3rd ed.), 1981 (4th ed.); translated in English in 1981:
  - The problem of the origin of sensation Архив на оригинала от 2008-03-01 в Wayback Machine. (pp. 7 – 53). In Problems of the Development of the Mind. (Trans. M. Kopylova) Moscow: Progress Publishers
  - An outline of the evolution of the psyche Архив на оригинала от 2007-08-14 в Wayback Machine. (pp. 156 – 326). Problems of the Development of the Mind. (Trans. M. Kopylova) Moscow: Progress Publishers.
- Alexei Leont'ev archive @ marxists.org.uk:
  - Activity and Consciousness, 1977
  - Activity, Consciousness, and Personality, 1978
  - The Development of Mind Архив на оригинала от 2011-06-06 в Wayback Machine., 1981